# Versklavungsprinzip
Das Versklavungsprinzip ist ein Prinzip in der Theorie der Synergetik. Es besagt, dass die Dynamik von Untersystemen durch Systemparameter bestimmt wird. 

## Beispiel
Man betrachte das zweidimensionale dynamische System
{\displaystyle {\dot {x}}=-x-axy}
{\displaystyle {\dot {y}}=-\gamma y+bx^{2}}
Mit der Forderung großer {\displaystyle \gamma \gg 1} ergibt sich die Lösung für {\displaystyle y} durch
{\displaystyle y(t)\approx {\frac {1}{\gamma }}bx^{2}(t)}
Diese Lösung besagt nun, dass das System {\displaystyle x} das System {\displaystyle y} „versklavt“, d. h. {\displaystyle y} folgt dem System {\displaystyle x}. Eine verallgemeinerte Lösungsmethode bietet die Theorie der Zentrumsmannigfaltigkeit.